# Толстов, Валериан Григорьевич
Валериан Григорьевич Толстов (Толстов-Атнарский) (13 января 1913, д. Шорово, Симбирская губерния — 1994) — советский и российский педагог, также деятель культуры.

## Биография
Родился 13 января 1913 года в деревне Шорово Курмышского уезда Симбирской губернии, ныне Красночетайского района Республики Чувашии, в крестьянской семье. По 1920 год семья жила в Шорово, а в 1921 году переехала в этом же районе в деревню Тиханкино — на родину отца.
Осенью 1930 года Валериан поступил на первый курс Чувашского педагогического техникума в Чебоксарах, где проучился один учебный год. В 1931 году техникум был переведён в город Цивильск, там в 1933 году Толстов окончил полный курс обучения и стал работать учителем. В 1933 году был переведён на работу в Красночетайский район. 
В 1939 году был мобилизован на советско-финскую войну, где находился два с половиной месяца. 
В 1942 году был призван в РККА и участвовал в Великой Отечественной войне. 
Демобилизовавшись из армии в 1945 году, вернулся на родину и стал работать учителем в Штанашской средней школе, где преподавал до 1951 года.
С 1946 по 1950 годы Валериан Григорьевич заочно учился на географическом факультете Московского педагогического института им. В. Ленина (ныне Московский педагогический государственный университет), который окончил, получив специальность учителя физической и экономической географии средней школы. С 1950 по 1970 год проработал учителем в Ходарской средней школе. С 1970 по 1973 годы работал директором Березовской восьмилетней школы, и в этом же году вышел на заслуженный отдых.
Кроме педагогической деятельности, Валериан Толстов занимался и общественной. В течение тридцати пяти лет был пропагандистом и внештатным лектором райкома КПСС. Вел краеведческую работу от Казанского филиала Академии наук СССР. С 1955 года был действительным членом Географического общества СССР, с 1960 года — членом Союза журналистов СССР.
В январе 1977 года на заседании бюро Красночетайского райкома партии был рассмотрен вопрос о создании в селе Красные Четаи народного музея, который открылся в 1979 году. Первым директором музея стал Валериан Григорьевич Толстов, проработавший в этой должности до 1993 года.
В. Г. Толстов умер в 1994 году, и после его смерти в музее был создан в его честь мемориальный зал.

## Награды
- Был награждён орденом Славы 3-й степени, а также орденами Отечественной войны 1-й и 2-й степеней.
- Награждён медалями «За победу над Германией в Великой Отечественной войне 1941—1945 гг.», «За трудовое отличие» (1946), «Ветеран труда» (1981), «150 лет со дня рождения Семенова-Тянь-Шанского», а также чехословацкими медалями «20 лет кооперативу „Затин“» (1969) и «700 лет города Крал Холмец» (1970).
- Удостоен знака «Отличник народного просвещения» (1965) и звания «Заслуженный работник культуры Чувашской АССР» (1987).
- В 1969 году был избран Почетным гражданином чехословацкого города Крал Холмец[1].